# Jan Rządkowski

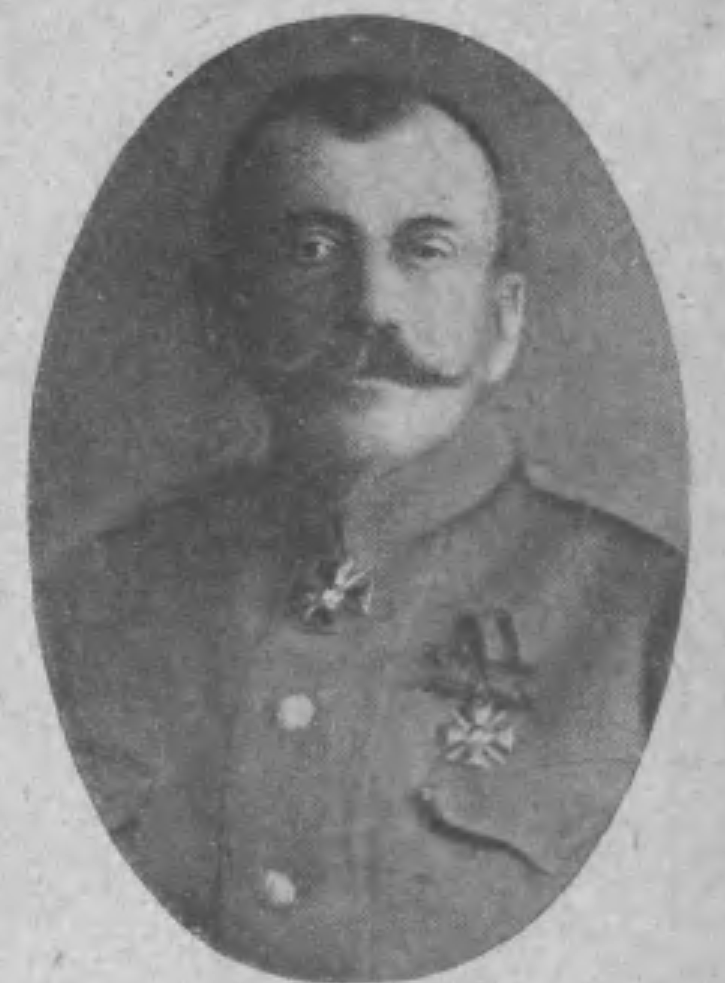
płk Jan Rządkowski

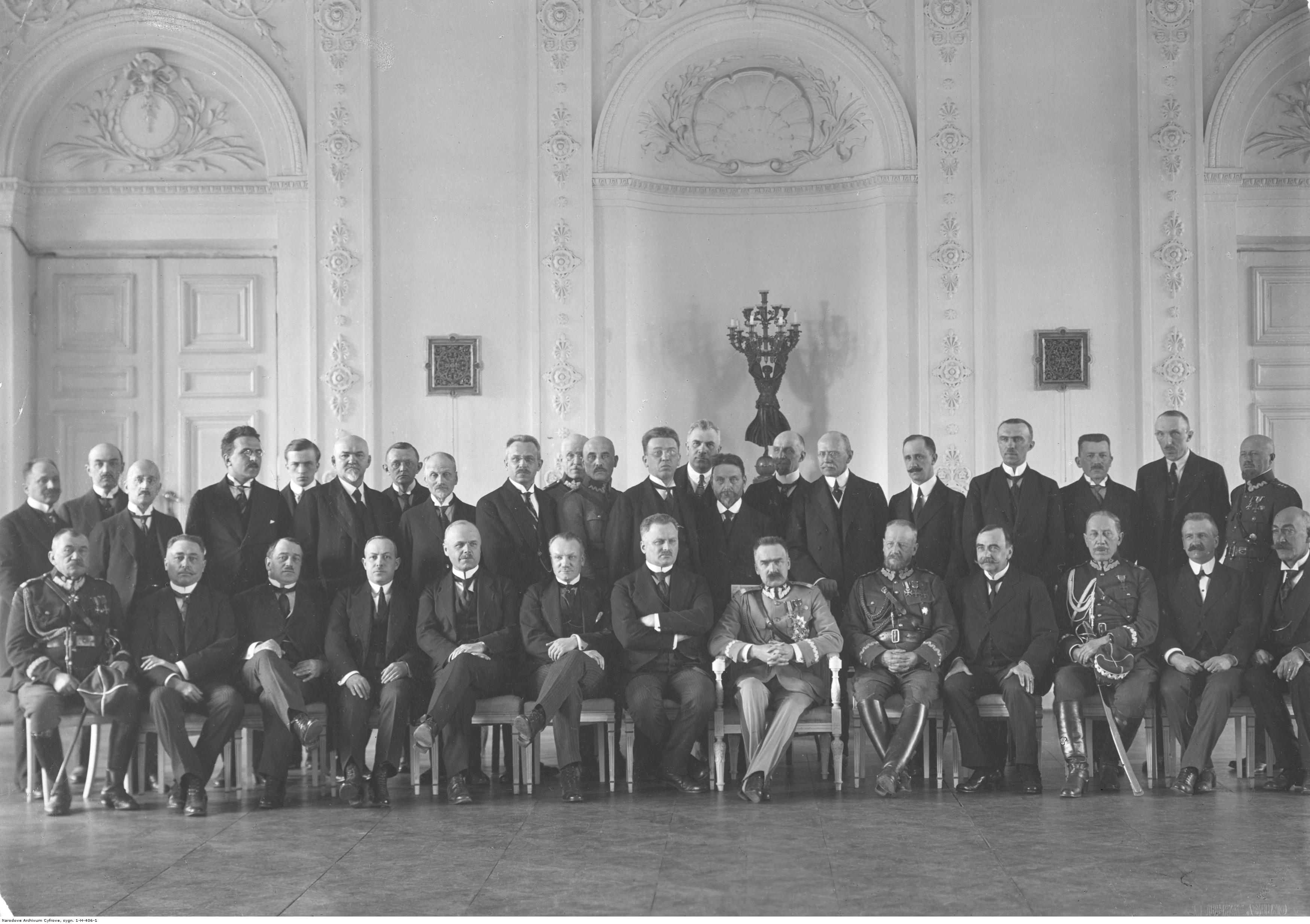
Uroczystości z okazji przyłączenia Wileńszczyzny do Polski; Wilno 18 kwietnia 1922. Przedstawiciele rządu polskiego i członkowie Tymczasowej Komisji Rządzącej Litwy Środkowej; gen. Jan Rządkowski siedzi 1. z lewej

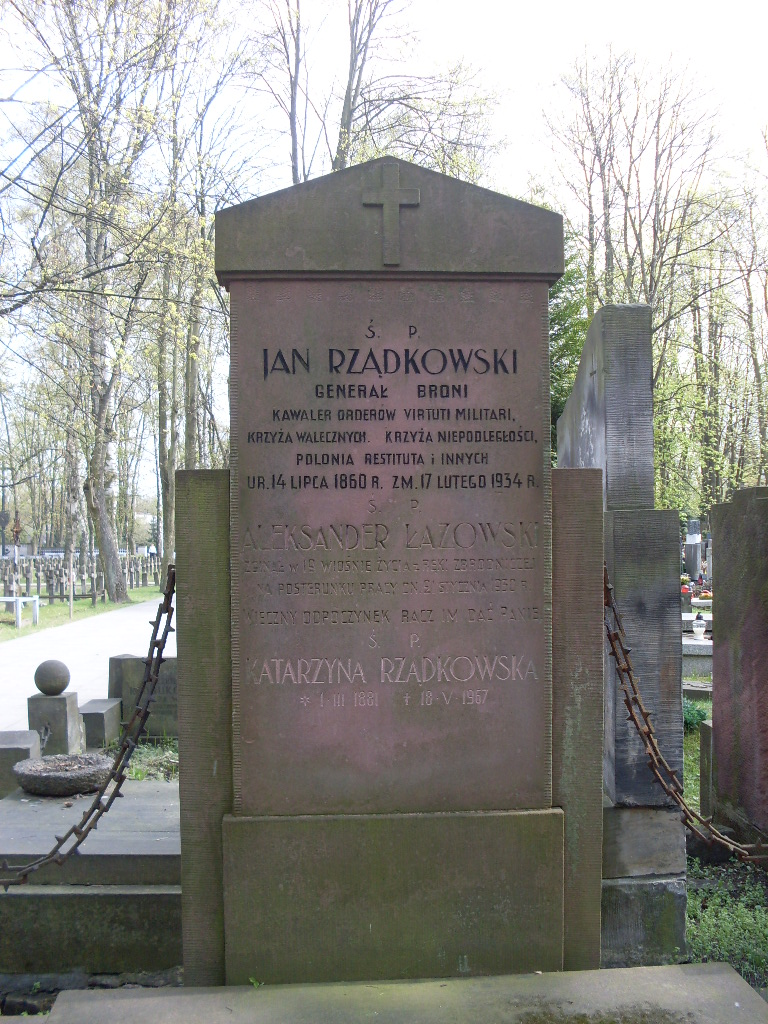
Grób Jana Rządkowskiego na Powązkach Wojskowych

Jan Piotr Rządkowski (ur. 14 lipca 1860 w Belsku, powiat grójecki, zm. 17 lutego 1934 w Suchorzewie) – tytularny generał broni Wojska Polskiego, uczestnik walk o niepodległość Polski w I wojnie światowej i wojnie polsko-bolszewickiej, kawaler Orderu Virtuti Militari.

## Życiorys
Pochodził ze starego, szlacheckiego rodu posiadającego liczne majątki w okolicach Łomży. Z powodów bliżej nieznanych rodzina ta musiała opuścić Podlasie i Kurpie (prawdopodobnie chodziło o represje po powstaniu listopadowym) i przenieść się do centralnej Polski. Jego rodzicami byli Wojciech i Rozalia z Ogrodnickich, a dziadkami Feliks i Petronela z Psarskich. Przyszły generał zawarł związek małżeński z Katarzyną Łazowską, nie mieli dzieci.
Po ukończeniu sześcioklasowego gimnazjum w Łowiczu, w wieku 20 lat (1 września 1880), wstąpił ochotniczo do armii rosyjskiej. Przez 34 kolejnych lat służbę wojskową pełnił w 71 pułku piechoty. W wymienionym oddziale osiągnął stanowiska dowódcy batalionu i zastępcy dowódcy pułku.
W ostatniej dekadzie maja 1915 mianowany został dowódcą Legionu I Puławskiego, który od lutego 1915 został przemianowany na 739 Nowoaleksandryjską Drużynę Pospolitego Ruszenia. W drugiej połowie września 1915 pozostałość Legii, po walkach pod Michałowem, wsią na południe od Pakosławia (15 czerwca), Władysławowem (17 lipca), Kolonią Chechelską, Nurcem i Czeremchą (20 sierpnia) oraz Zelwą (10 września) wycofano z frontu do Słucka, a następnie do Bobrujska. W Bobrujsku na bazie Dowództwa 104 Brygady Strzeleckiej Pospolitego Ruszenia i 739 Nowoaleksandryjskiej Drużyny Pospolitego Ruszenia oraz 104 i 105 Konnej Sotni Pospolitego Ruszenia sformowano Brygadę Strzelców Polskich. Dowódcą brygady został gen. mjr Piotr Szymanowski. Jan Rządkowski objął dowództwo jednego z czterech batalionów brygady. Od 8 lutego 1917 pełnił funkcję zastępcy dowódcy Dywizji Strzelców Polskich w I Korpusie Polskim w Rosji. W okresie od stycznia do kwietnia 1918 więziony przez bolszewików.
Jako pułkownik I. byłego korpusu polskiego i armii rosyjskiej reskryptem Rady Regencyjnej z 31 października 1918 roku został przydzielony do podległego jej Wojska Polskiego z zatwierdzeniem posiadanego stopnia. Wyznaczony na stanowisko dowódcy Okręgu Wojskowego Nr VI w Piotrkowie podporządkowanego Kieleckiemu Inspektoratowi Lokalnemu, a wkrótce dowódcy Okręgu Generalnego „Kielce”. Od 7 listopada 1918 przystąpił do organizowania Piotrkowskiego Pułku Okręgowego, który 10 grudnia został przemianowany na 26 pułk piechoty. W styczniu 1919 przekazał dowodzenie pułkiem podpułkownikowi Emanuelowi Hermanowi i awansował na stanowisko dowódcy Okręgu Generalnego „Lublin”. 1 listopada 1919 roku Naczelny Wódz Wojsk Polskich mianował go generałem podporucznikiem. 22 listopada 1919 mianowany został dowódcą 1 Dywizji Litewsko-Białoruskiej. W 1920 w czasie wojny polsko-bolszewickiej kilkakrotnie dowodził Grupą Operacyjną swojego imienia. W październiku 1920 uczestniczył w buncie gen. Żeligowskiego, a następnie został dowódcą I Korpusu Wojsk Litwy Środkowej. 16 lutego 1921 mianowany został dowódcą Okręgu Generalnego „Łódź”.
Z dniem 1 stycznia 1922 przeniesiony został w stały stan spoczynku z prawem noszenia munduru w stopniu generała porucznika. Zatrzymany w służbie czynnej na stanowisku przewodniczącego Oficerskiego Trybunału Orzekającego. Funkcję tę pełnił do dnia 31 maja 1923 kiedy to, został przeniesiony w stan spoczynku w stopniu tytularnego generała broni ze starszeństwem z dniem 1 czerwca 1919. Po przeniesieniu w stan spoczynku zamieszkał w Warszawie. Następnie przeniósł się do majątku Suchorzew w Wielkopolsce. Tam zmarł. Pochowany na Cmentarzu Wojskowym na Powązkach w Warszawie (kwatera A15-1-1).

## Książki
- Żołnierz nieznany
- Pierwszy Legion Puławski, Warszawa 1925

## Awanse
- podporucznik – 22 VII 1886[1]
- porucznik – 1889
- Sztabskapitan – 1904
- kapitan – 1905
- podpułkownik – 1910
- pułkownik – 6 V 1914[1]
- generał podporucznik – 1 listopada 1919
- generał porucznik – 1 stycznia 1922
- tytularny generał broni – 31 maja 1923 ze starszeństwem z dniem 1 czerwca 1919

## Ordery i odznaczenia
- Krzyż Srebrny Orderu Wojskowego Virtuti Militari nr 2709[1][6] – 15 marca 1921[7]
- Krzyż Komandorski Orderu Odrodzenia Polski – 2 maja 1923[6][8][1][9][10]
- Krzyż Niepodległości – 17 marca 1932[6][11][1]
- Krzyż Walecznych – czterokrotnie[6][1]
- Krzyż Zasługi Wojsk Litwy Środkowej[6][12]
- Krzyż Komandorski Orderu Legii Honorowej (Francja, 1922)[13]
- Medal Międzysojuszniczy „Médaille Interalliée”[14]
- Order św. Jerzego (Imperium Rosyjskie)[6]
- Order św. Stanisława II i III klasy (Imperium Rosyjskie)[6]
- Order św. Włodzimierza III i IV klasy (Imperium Rosyjskie)[6]